# 中国驻亚历山大总领事馆
中华人民共和国驻亚历山大总领事馆（阿拉伯语：القنصلية العامة لجمهورية الصين الشعبية في الإسكندرية），简称中国驻亚历山大总领事馆，是中华人民共和国派驻埃及亞歷山卓的最高级别外交机构。领区包括亚历山大省、塞得港省、伊斯梅利亚省和苏伊士省。